# Lista de submarinos da Marinha Italiana
A lista de submarinos da Marinha Italiana, reúne submarinos comissionados ou operados pela Marinha Italiana ao longo dos anos. Para a lista dos submarinos usados pela Regia Marina Italiana consulte a Lista de submarinos da Regia Marina Italiana.
 Regia Marina Italiana (bandeira usada de 1861-1946)

 Marinha Italiana (usada de 1946-presente)

## Classes

### Classe Gatousados pela Marina Militare

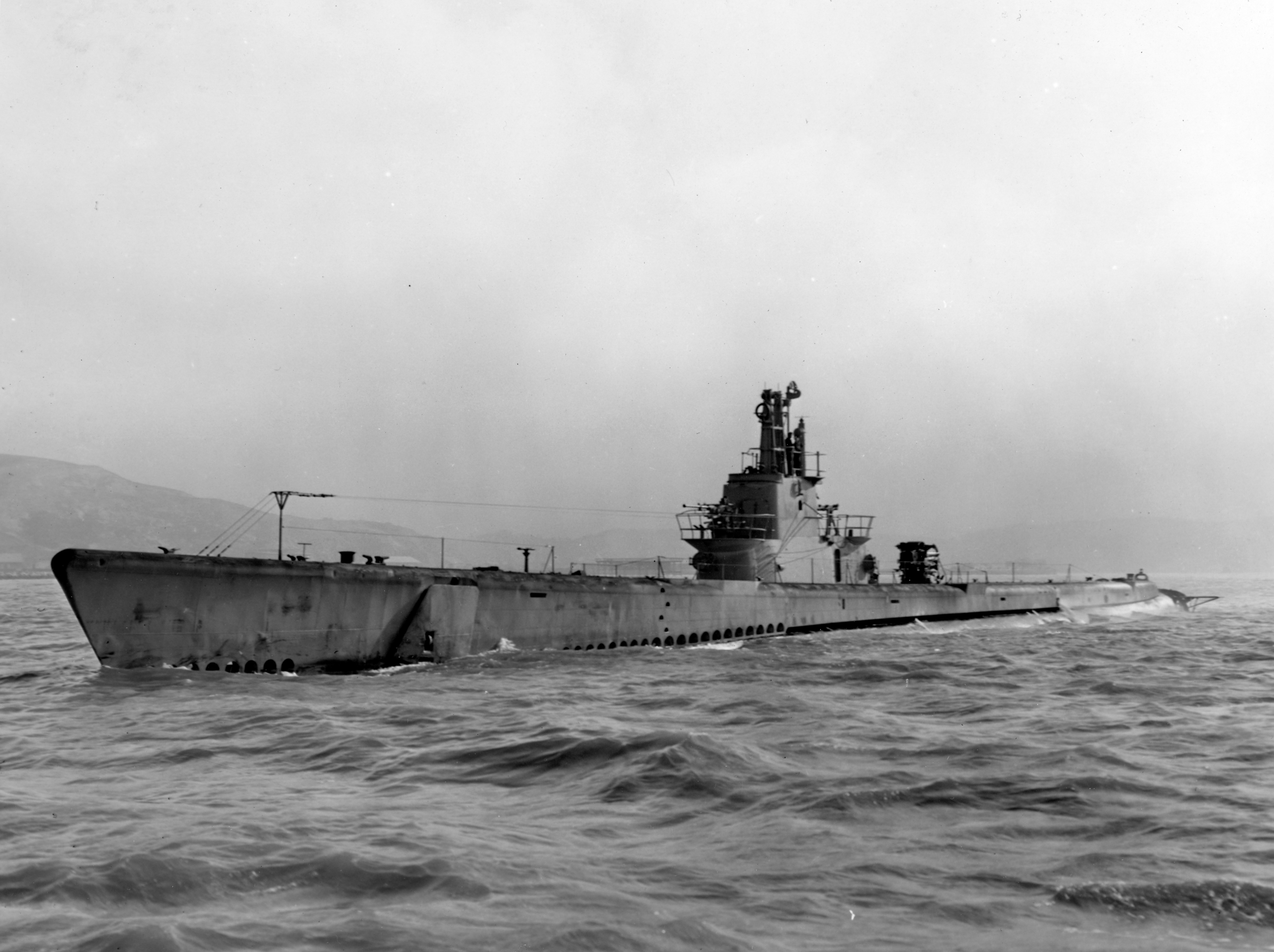
O USS Barb (SS-220) antes de ser adquirido pela Itália e renomeado para Enrico Tazzoli.

- Leonardo da Vinci - ex-USS Dace (SS-247)
- Enrico Tazzoli - ex-USS Barb (SS-220)

### Classe Balaousados pela Marina Militare
- Alfredo Cappellini - ex-USS Capitaine (SS-336)
- Evangelista Torricelli - ex-USS Lizardfish (SS-373)
- Francesco Morosini - ex-USS Besugo (SS-321)

### Classe Tenchusados pela Marina Militare
- Primo Longobardo - ex-USS Pickerel (SS-524)
- Gianfranco Gazzana Priaroggia - ex-USS Volador (SS-568)

### Classe Tangusados pela Marina Militare
- Livio Piomarta - ex-USS Trigger (SS-564)
- Romeo Romei - ex-USS Harder (SS-568)

### Classe Toti
- Attilio Bagnolini
- Enrico Toti[1]
- Enrico Dandolo
- Lazzaro Mocenigo

### Classe Sauro[2]
- Subclasse Nazario Sauro
  - Nazario Sauro
  - Carlo Fecia di Cossato
  - Leonardo Da Vinci
  - Guglielmo Marconi

- Subclasse Salvatore Pelosi
  - Salvatore Pelosi
  - Giuliano Prini

- Subclasse Primo Longobardo
  - Primo Longobardo
  - Gianfranco Gazzana Priaroggia

### Tipo 212 Aou Classe Todaro

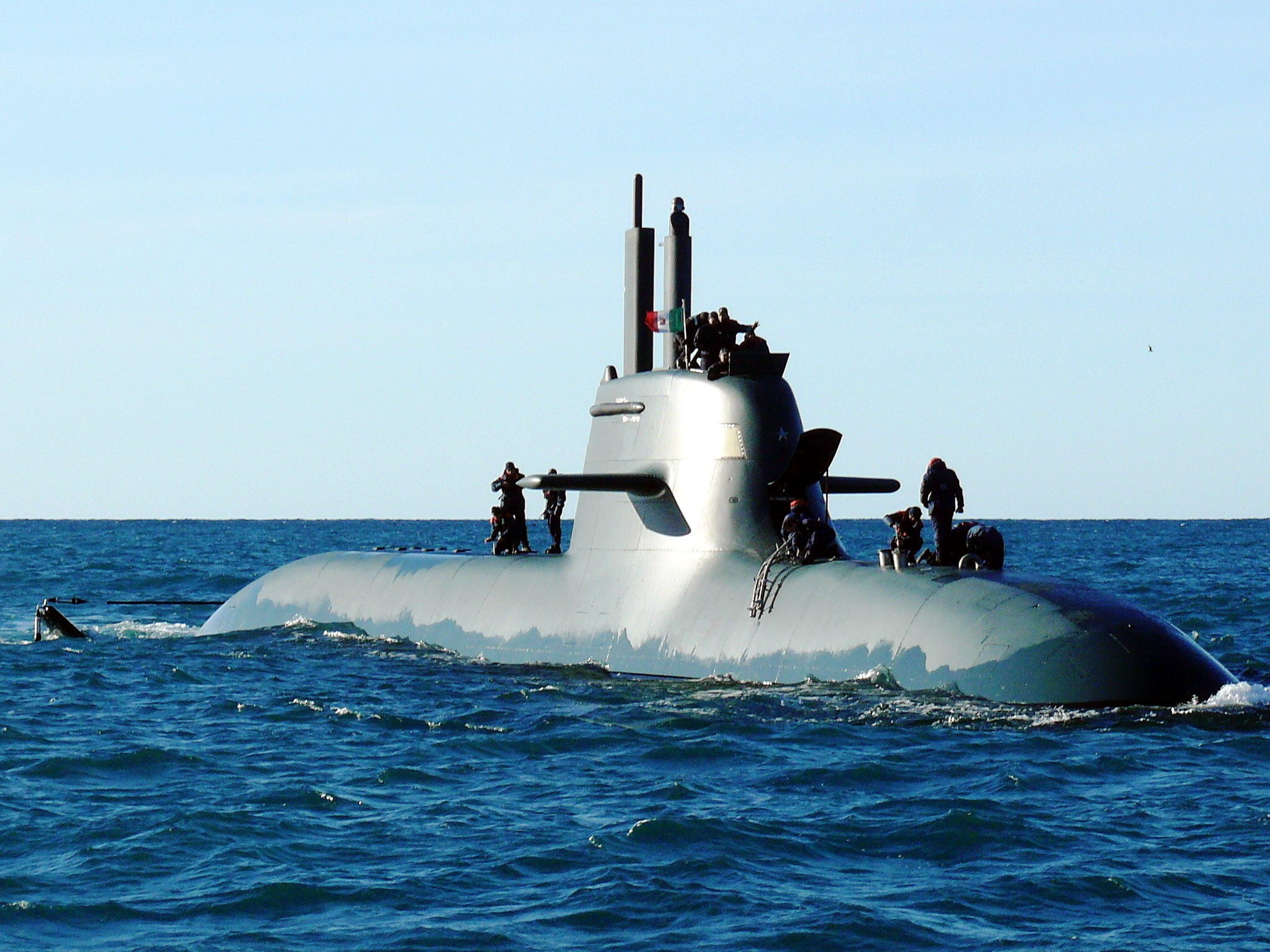
O submarino Scirè da classe italiana Todaro.

- Salvatore Todaro
- Scirè[3]
- Pietro Venuti